# كريستينا بيكر كلاين
كريستينا بيكر كلاين (بالإنجليزية: Christina Baker Kline)‏ (1964)؛ كاتِبة وروائية أمريكية.